# 崩坏学园
《崩坏学园》是米哈游制作的单机移动端游戏，于2012年发售。本作为《崩坏》系列正传的第1部作品。

## 玩法
《崩坏学园》是米哈游正式成立后制作的首款游戏；玩家通过虚拟摇杆操作角色，在游戏中打通关卡，推动故事情节逐步发展。游戏的背景发生在近未来，在被“崩坏”（即战争、自然灾害等生存考验）侵蚀的世界中，人们通过收集、利用“崩坏”能量，获得特殊能力对抗“崩坏”，守护美好生活。在被丧尸围困的崩坏学园中，主角琪亚娜将使用不同的武器与丧尸们展开激烈而的战斗。由于游戏定位是宅男玩家，因此游戏的角色全是女性。

## 登場角色
琪亞娜·卡斯蘭娜（Kiana Kaslana，配音：阿澄佳奈）
卡斯蘭娜家族歷代繼承者皆隱藏著神秘的力量，他們被稱為「被選之人」。這些被選之人擁有預知「崩壞」來臨的能力，並透過「淨化」來制止「崩壞」的發生。琪亞娜在 12 歲時開始承擔卡斯蘭娜家族的責任，儘管她表現出任性和自傲的性格，但實際上她內心深處感到極度的孤獨。當她在 14 歲時深刻體會到「崩壞」所帶來的影響後，她只留下了一句話「我要去尋找「崩壞」的根源了」之後，便神秘失踪，再也沒有人知道她的去向。
雷電芽衣（Raiden Mei，配音：齋藤千和）
身為世界金字塔頂端的雷電集團社長之女，芽衣是一位真正的千金大小姐。她性格高傲，曾一天之內拒絕了 12 位男生的告白，並以千羽學園女王大人的尊號聞名。口頭禪是「又來了！真麻煩」。在這次「崩壞」來臨時，她成為倖存者之一。儘管她擁有不亞於琪亞娜的「淨化」力量，但卻無法有效控制這種力量所帶來的身體副作用，其原因至今仍然不明。
布洛妮娅·扎伊切克（Bronya Zaychik，配音：花澤香菜）
次世代人形作戰兵器的試驗體，俄羅斯重工業家族企業的養女。

## 開發與發行
米哈游团队在制作《FlyMe2theMoon》后开发《崩坏学园》。游戏核心玩法创意来自《僵尸小镇》、《女神异闻录》、《学园默示录》、《链锯甜心》、《Lollipop》等作品。游戏从2011年12月立项，于2012年2月份开始开发，在3个月内进行四、五个版本的迭代，采用Unity引擎、Maya进行制作，8个月内进行数值调整和系统的完善。游戏刚提交App Store审核时，被苹果审核团队以苹果审核准则的15.1和16.1（即暴力和色情）拒绝通过审核，制作团队在跟苹果审核团队电话邮件沟通多次后，才了解到苹果审核团队误以为主角射击的“敌人”是Q版女性。在游戏弱化一些射击特效，前后修改三次才通过审核。
游戏于2012年11月正式上线，于12月进行公测。
作为付费购买的单机游戏，游戏的整体收益情况并不亮眼，但游戏的玩法和风格赢得了一部分玩家的青睐。游戏的免费游玩续作《崩坏学园2》于2014年发布。